# Las Barreras (Cotoca)
Las Barreras ist eine Ortschaft im Departamento Santa Cruz im Tiefland des südamerikanischen Andenstaates Bolivien.

## Lage im Nahraum
Las Barreras liegt in der Provinz Andrés Ibáñez und ist eine Ortschaft im Cantón Cotoca im Municipio Cotoca. Der Ort liegt in einer Höhe von 348 m unmittelbar östlich der Stadt Cotoca auf halbem Weg zwischen Santa Cruz und Puerto Pailas am Río Grande.

## Geographie
Las Barreras liegt im bolivianischen Tiefland östlich der Anden-Gebirgskette der Cordillera Central. Die Region weist ein tropisches Klima mit ausgeglichenem Temperaturverlauf auf.
Die Jahresdurchschnittstemperatur der Region liegt bei 24 °C, die Monatsdurchschnittswerte schwanken nur unwesentlich zwischen 20 °C im Juli und 26 °C im Dezember (siehe Klimadiagramm Santa Cruz). Der Jahresniederschlag beträgt etwa 1000 mm, die Monatsniederschläge liegen zwischen unter 50 mm in den Monaten Juli und August und über 150 mm im Januar.

## Verkehrsnetz
Las Barreras liegt in einer Entfernung von 23 Straßenkilometern östlich von Santa Cruz, der Hauptstadt des Departamentos.
Durch die drei Kilometer westlich von Las Barreras gelegene Nachbarstadt Cotoca führt die Nationalstraße Ruta 4, die Bolivien von Westen nach Osten durchquert, von Tambo Quemado an der chilenischen Grenze über Cochabamba und Santa Cruz bis nach Puerto Suárez an der brasilianischen Grenze. Die Ruta 4 ist bei Cotoca identisch mit der Ruta 9, die das bolivianische Tiefland von Süden nach Norden durchquert, von Yacuiba an der argentinischen Grenze im Süden über Santa Cruz und Trinidad bis Guayaramerín an der brasilianischen Grenze im Norden.

## Bevölkerung
Die Einwohnerzahl des Ortes ist in dem Jahrzehnt zwischen den beiden letzten Volkszählungen auf fast das Doppelte angestiegen:
| Jahr | Einwohner         | Quelle       |
| ---- | ----------------- | ------------ |
| 1992 | keine Detaildaten | Volkszählung |
| 2001 | 285               | Volkszählung |
| 2012 | 529               | Volkszählung |
| 2024 |                   | Volkszählung |

Die Region weist einen gewissen Anteil an Quechua-Bevölkerung auf, im Municipio Cotoca sprechen 17,8 Prozent der Bevölkerung Quechua.